# Foreste montane decidue del Taiheiyo
Le foreste montane decidue del Taiheiyo sono un'ecoregione (codice ecoregione: PA0441) che si allunga per circa 700 km lungo il versante orientale (quello affacciato sul Pacifico) dell'isola di Honshū, con alcune piccole enclavi nelle isole meridionali di Shikoku e Kyūshū. Le zone situate a quote inferiori lungo la costa, ad est, ricadono nell'ecoregione delle foreste sempreverdi del Taiheiyo; quelle poste a quote più elevate, ad ovest, sono comprese nell'ecoregione delle foreste montane decidue del Nihonkai. Queste foreste sono formate per lo più da faggi del Giappone, pini nani e tsughe.

## Geografia
L'ecoregione si estende dal livello del mare a 3000 metri di altezza, con un'altitudine media di 680 metri. Sebbene la maggior parte di essa sia formata da una sottile fascia subito a monte della regione costiera, vi sono anche una grossa area interna incentrata sui monti Akaishi nell'Honshū centrale e un'altra incentrata nella prefettura di Fukushima, più a nord.

## Clima
La regione presenta un clima continentale umido con estati calde (Dfb secondo la classificazione dei climi di Köppen). Questo tipo di clima è caratterizzato da una notevole escursione termica stagionale e da estati calde (almeno quattro mesi con temperature medie superiori a 10 °C, ma mai con temperature medie superiori a 22 °C).

## Flora e fauna
Il faggio del Giappone (Fagus crenata) è una specie di albero molto frequente nella parte nord-orientale dell'ecoregione, dove si incontra fino a 1400 metri. Altri alberi ben rappresentati sono il pino nano siberiano (Pinus pumila) e le Specie locale di Tsuga. Nel sottobosco crescono i bambù del genere Sasa. Tra i grandi mammiferi presenti nell'ecoregione ricordiamo il capricorno del Giappone, il cervo sika e il cinghiale.

## Aree protette
Tra le aree che proteggono parti di questa ecoregione vi sono:
- il parco nazionale delle Alpi Meridionali, un impervio settore dei monti Akaishi, nell'Honshū centrale, con molte vette che superano i 3000 metri;
- la parte del parco nazionale Fuji-Hakone-Izu che comprende le pendici inferiori del monte Fuji (quelle superiori rientrano nell'ecoregione delle foreste di conifere alpine di Honshu).